# Накусов, Дагко Еламурзаевич
Дагко́ Еламурза́евич На́кусов (2 февраля 1919, Эльхотово, Терская область — 2007) — советский механизатор. Заслуженный механизатор сельского хозяйства РСФСР (1986). Герой Социалистического Труда (1973).

## Биография
Родился 2 февраля 1919 года в селе Эльхотово, в семье Еламурзы Алезоровича (1880—1967) и Александры Дахцикоевны (1882—1969) Накусовых.
В 1941 году ушёл на фронт. Служил разведчиком. Участник битв за Кавказ и Сталинград. Победу встретил в Берлине. Имеет боевые награды.
В 1945 году, вернувшись с фронта, принят механизатором в колхоз «Кавказ». Всю свою жизнь он трудился именно в этом колхозе. Несколько раз, благодаря его новаторствам, колхоз давал рекордные урожаи. Так, в 1960-е годы за рекордный урожай его наградили орденом Ленина, в 1971 году, опять же за рекордный урожай, — орденом Октябрьской революции.
В 1973 году Д. Е. Накусов в очередной раз совершил трудовой подвиг: было собрано 50 центнеров кукурузы с каждого гектара, и 40 центнеров пшеницы с гектара. Указом Президиума Верховного Совета СССР Накусову Дагко Еламурзаевичу присвоено звание «Герой Социалистического Труда» с вручением ордена Ленина и золотой медали «Серп и Молот».

## Награды
- Герой Социалистического Труда (1973) — за рекордный урожай кукурузы и пшеницы, собранный в страду 1973 года
- Два ордена Ленина
- Орден Октябрьской Революции (1971)
- Орден Отечественной войны 1 и 2 степени
- Орден Красной Звезды
- медали, в том числе:
  - две — «За отвагу»
  - «За оборону Сталинграда»
  - «За оборону Кавказа»
- Заслуженный механизатор сельского хозяйства РСФСР (1986).